# Puchar Polski (województwo pomorskie) w piłce nożnej mężczyzn (2022/2023)
W sezonie 2022/2023 Puchar Polski na szczeblu regionalnym w województwie pomorskim składał się z 4 rund, w której uczestniczyło 16 zespołów: 10 z OPP Gdańsk, 2 z OPP Malbork oraz 4 z OPP Słupsk. Rozgrywki wyłoniły zdobywcę Regionalnego Pucharu Polski w województwie pomorskim i uczestnika na szczeblu centralnym Pucharu Polski w sezonie 2023/2024.
Puchar zdobył Gryf Wejherowo.

## Uczestnicy
| III liga | IV liga | klasa okręgowa                 |
| --- | --- | ------------------------------ |
| - KP Starogard Gdański - OPP Gdańsk - Cartusia Kartuzy - OPP Gdańsk - Bałtyk Gdynia - OPP Gdańsk - Gedania Gdańsk - OPP Gdańsk - Stolem Gniewino - OPP Gdańsk | - Jaguar Gdańsk - OPP Gdańsk - Chojniczanka II Chojnice - OPP Gdańsk - Wikęd Luzino - OPP Gdańsk - Gryf Wejherowo - OPP Gdańsk - Pomezania Malbork - OPP Malbork - Grom Nowy Staw - OPP Malbork - Sparta Sycewice - OPP Słupsk - Gryf Słupsk - OPP Słupsk - Bytovia Bytów - OPP Słupsk - Anioły Garczegorze - OPP Słupsk | - Centrum Pelplin - OPP Gdańsk |

## 1/8 finału
Pary 1/8 finału rozlosowano 1 grudnia 2022 roku, natomiast mecze rozegrano 19 kwietnia 2023 roku.
| 19 kwietnia 2023 | Gryf Słupsk                  | 2:5   | Grom Nowy Staw                                                                |                              |
| 16:30            | Przemysław Rusiecki 33', 34' | (2:1) | 11' Adrian Polański · 53' (k), 75' Mateusz Borowski · 65', 70' Norbert Hołtyn | Stadion Gryfa Słupsk, Słupsk |

| 19 kwietnia 2023 | Cartusia Kartuzy                                     | 3:0   | KP Starogard Gdański |                                   |
| 16:30            | Piotr Gryszkiewicz 40', 61' · Bartosz Kuźniarski 42' | (2:0) |                      | Stadion Cartusii Kartuzy, Kartuzy |

| 19 kwietnia 2023 | Anioły Garczegorze                                                                         | 4:2   | Sparta Sycewice         |                               |
| 17:00            | Kacper Bornowski 3' · Maciej Gregorek 44' · Michał Choszcz 60' (k) · Mateusz Słumiński 80' | (2:1) | 12', 48' Łukasz Skierka | Sokół Arena, Bożepole Wielkie |

| 19 kwietnia 2023 | Wikęd Luzino                    | 2:4   | Jaguar Gdańsk                                                   |                        |
| 17:00            | Krystian Opłatowski 8' (k), 73' | (1:3) | 6' (k) Klaudiusz Filas · 26', 28' Igor Pawlak · 83' Oskar Kryża | Stadion Gminny, Luzino |

| 19 kwietnia 2023 | Pomezania Malbork | 1:0   | Stolem Gniewino |                          |
| 17:00            | Konrad Nędza 30'  | (1:0) |                 | Stadion Miejski, Malbork |

| 19 kwietnia 2023 | Centrum Pelplin                            | 2:4   | Chojniczanka II Chojnice                                |                          |
| 17:00            | Dawid Tramowski 14' · Krystian Jurczyk 45' | (1:1) | 42' Fabian Gawroński · 51', 58', 74' Marcin Trojanowski | Stadion Miejski, Pelplin |

| 19 kwietnia 2023 | Bałtyk Gdynia        | 2:2 (pd.)          | Gedania Gdańsk                          |                                |
| 17:00            | Oskar Bohm 63', 120' | (0:1, 1:1, k. 1:4) | 41' Adam Duda · 102' Konrad Waliszewski | Narodowy Stadion Rugby, Gdynia |

| 19 kwietnia 2023 | Bytovia Bytów       | 1:2   | Gryf Wejherowo                         |                      |
| 18:00            | Kacper Bąkowski 64' | (0:1) | 13' Kacper Bąkowski · 83' Julian Goyke | Stadion MOSiR, Bytów |

## 1/4 finału
Mecze rozegrano 10 maja 2023 roku.
| 10 maja 2023 | Cartusia Kartuzy       | 1:3   | Gedania Gdańsk                  |                                   |
| 16:30        | Piotr Gryszkiewicz 49' | (0:3) | 9', 22', 45' Marek Niewiadomski | Stadion Cartusii Kartuzy, Kartuzy |

| 10 maja 2023 | Anioły Garczegorze                          | 2:1   | Jaguar Gdańsk |                                 |
| 18:00        | Łukasz Łapigrowski 72' · Hubert Syldatk 77' | (0:0) | 90' Deleu     | Stadion Zenitu Łęczyce, Łęczyce |

| 10 maja 2023 | Pomezania Malbork | 0:1   | Gryf Wejherowo         |                          |
| 18:00        |                   | (0:0) | 72' Bartłomiej Iwański | Stadion Miejski, Malbork |

| 10 maja 2023 | Chojniczanka II Chojnice | 1:0   | Grom Nowy Staw |                  |
| 18:00        | Marcin Trojanowski 78'   | (0:0) |                | Modrak, Chojnice |

## 1/2 finału
Mecze półfinałowe rozegrane zostały 31 maja 2023 roku.
| 31 maja 2023 | Anioły Garczegorze                          | 2:3   | Gryf Wejherowo                               |                               |
| 18:00        | Dawid Kowalski 56' · Łukasz Łapigrowski 61' | (0:3) | 18', 29' Karol Baranowski · 40' Oliwer Kątny | Sokół Arena, Bożepole Wielkie |

| 31 maja 2023 | Chojniczanka II Chojnice | 3:0 (wo.) | Gedania Gdańsk |                  |
| 19:30        |                          |           |                | Modrak, Chojnice |

## Finał
Mecz finałowy rozegrano 21 czerwca 2023 roku. Zwycięzca uzyskał prawo do gry na szczeblu centralnym Pucharu Polski w sezonie 2023/2024.
| 21 czerwca 2023 | Gryf Wejherowo                                                       | 3:1   | Chojniczanka II Chojnice |                        |
| 17:00           | Bartłomiej Iwański 13' · Karol Baranowski 18' · Jakub Kwidziński 63' | (2:0) | 56' Marcin Trojanowski   | Arena Radunia, Stężyca |